# Enes enganensis
Enes enganensis là một loài bọ cánh cứng trong họ Cerambycidae.